# اژدهای سبز (فیلم)
اژدهای سبز (به انگلیسی: Green Dragon) یک فیلم سینمایی درام آمریکایی محصول سال ۲۰۰۱ و به کارگردانی تیموتی لین بای است. در این فیلم بازیگرانی همچون پاتریک سوویزی، فارست ویتاکر، دن دونگ، هیپ تای لو و کاتلین لونگ ایفای نقش کرده‌اند.